# Diecezja Timiki
Diecezja Timiki (łac. Dioecesis Timikaënsis, indonez. Keuskupan Timika) – rzymskokatolicka diecezja ze stolicą w Timice w prowincji Papua, w Indonezji. Biskupstwo jest sufraganią archidiecezji Merauke.
W 2010 w diecezji służyło 35 braci i 37 sióstr zakonnych.

## Historia
19 grudnia 2003 papież Jan Paweł II bullą Supernum evangelizationis erygował diecezję Timika. Dotychczas wierni z tych terenów należeli do diecezji Jayapura.

## Biskupi
- John Philip Saklil (2004–2019)
- Bernardus Bofitwos Baru (od 2025)